# Casa des de San Joan
La casa des de San Joan és una casa d'Arró al municipi d'Es Bòrdes (Vall d'Aran) inclosa en l'Inventari del Patrimoni Arquitectònic de Catalunya.

## Descripció
Es tracta d'un antic "auviatge" que comptava amb un magnífic casal i la borda al darrere, aprofitant el desnivell.
La casa és de secció rectangular, amb la façana principal orientada a llevant, paral·lela al carener (capièra), i la secundària a migdia. Les obertures de fusta defineixen en alçada la presència d'una cava en el sòcol, reforçat per un banc, les dues plantes (3-3 // 2-2) i golfes (humarau) amb dos nivells d'obertures (capochines). La coberta d'encavallades de fusta manté un llosat de pissarra, de dues vessants i "tresaigües" en els extrems. La decoració de la façana subratlla la importància social de la casa, amb una motllura que separa la planta baixa del primer pis, i suporta quatre pilastres, els capitells de les quals aguanten una cornisa esglaonada, el color blanc dels carreus ressalta sobre el fons salmó. Les fulles de la porta, elevada, són ornades amb motius geomètrics i florals en els plafons, un picaporta, i al capdamunt una franja enreixada amb vidres (veires).

## Història
Durant el segle XX trobem aquesta casa en poder dels Rogè, llinatge relacionat amb Es de Madar.